# Гарматюк, Анна Павловна
Анна Павловна Гарматюк (1919, с. Михайловка, Шаргородский район, Винницкая область — 1993, там же) — советский государственный деятель, Герой Социалистического Труда.

## Биографические сведения
Родилась в 1919 году в селе Михайловка Шаргородского района в многодетной семье.
Начальное образование получила в родном селе. Муж — Гарматюк Тодор — погиб в годы Второй мировой войны.
Работала звеньевой в колхозе имени Ленина с. Михайловка (председатель Гончарук Антон Михайлович и бригадир Наумчак Ольга Ильинична).
В 1947 году собрала высокий урожай пшеницы — на 49 га собрано по 30 ц. Звено, которое возглавляла Гарматюк Анна Павловна, на площади 8 га вручную собрало 32,58 ц зерна. Указом Президиума Верховного Совета СССР от 16 февраля 1948 года «за получение высоких урожаев пшеницы, ржи, кукурузы и сахарной свёклы, при выполнении колхозом обязательных поставок и натуроплаты за работу МТС в 1947 году и обеспеченности семенами зерновых культур для весеннего сева 1948 года» удостоена звания Героя Социалистического Труда с вручением ордена Ленина и золотой медали «Серп и Молот».
Единственная из односельчан получила звезду Героя Социалистического Труда и орден Ленина в московском Кремле в возрасте 28 лет.
Несколько созывов становилась депутатом областного совета.
Умерла в 1993 году и похоронена в родном селе.